# جون إيرفينغ (لاعب كرة قدم، مواليد 1989)
جون إيرفينغ (بالإنجليزية: John Irving)‏ مواليد 17 سبتمبر 1988 في بورتسموث، هو لاعب كرة قدم إنجليزي يلعب مع نادي بالا تاون كمدافع.

## المسيرة الاحترافية

### أندية لعب لها
- نادي إيفرتون
- نادي أوكلاند سيتي

## روابط خارجية
- جون إيرفينغ على موقع الاتحاد الدولي (مؤرشف)  (الإنجليزية)
- جون إيرفينغ على موقع قاعدة بيانات كرة القدم.إي يو (الإنجليزية)
- جون إيرفينغ على موقع Soccerway.com (الإنجليزية)